# Huni
O Faraó Huni (ou Qa Hedyet?) foi o sucessor de Djoser. Construiu várias pirâmides em degraus pequenas e maciças. Desde Elefantina, no sul, até Atribis, no Delta, embora não fossem pirâmides funerárias, mas sim monumentos reais. Já a sua pirâmide funerária não foi ainda descoberta. Porém é provável que o seu túmulo se encontre na região de Sacará.
Huni foi o último faraó da III dinastia durante o período do Antigo Império. De acordo com a lista dos reis de Turim, ele reinou por 24 anos, terminando em 2600 AC.
É dificil se estabelecer a real identidade de Huni, já que seu nome foi escrito com muitas variações nos cartuchos. Uma das menções mais antigas do cartucho com seu nome apareceu num cone de granito na cidade de Elefantina, o que lhe coloca, cronologicamente numa determinada época. Porém, outras aparições de seu nome foram encontrados na pedra de palermo da V dinastia e também no Papiro Prisse da XII dinastia. Além disso, seu nome também é encontrado na Lista dos Reis de Sacará e no Papiro de Turim, ambos da XIX dinastia. A lista dos Reis de Abidos, que também é da XIX dinastia, misteriosamente omite o nome de Huni e em seu lugar menciona Neferkara I. O motivo é desconhecido pelos egiptólogos.